# Saint-Vitte-sur-Briance
Saint-Vitte-sur-Briance é uma comuna francesa na região administrativa da Nova Aquitânia, no departamento de Alto Vienne. Estende-se por uma área de 20,66 km². Em 2010 a comuna tinha 329 habitantes (densidade: 15,9 hab./km²).